# Aljaksandr Hal'čanjuk
Aljaksandr Mikalaevič Hal'čanjuk, spesso traslitterato Galchenyuk (in bielorusso Аляксандр Мікалаевіч Гальчанюк?; Minsk, 28 luglio 1967), è un ex hockeista su ghiaccio sovietico, divenuto poi bielorusso dopo la dissoluzione dell'Unione Sovietica.
Il figlio Alex Galchenyuk, nato negli Stati Uniti d'America negli anni in cui il padre giocava in International Hockey League, è anch'egli un hockeista su ghiaccio professionista.

## Palmarès

### Club
- Campionato italiano: 2

Asiago: 2000-2001
Milano Vipers: 2001-2002

### Giovanili
- Campionato del mondo di hockey su ghiaccio Under-20:

 1986
- Campionato europeo di hockey su ghiaccio Under-18:

 1985